# Kwangmyong (intranet)
Kwangmyong (hangul: 광명; hancha: 光明; znaczy „jasny”) – północnokoreańska krajowa sieć intranetowa i sieć rozległa, utworzona w 2000 roku. Dostęp do niej jest możliwy poprzez przeglądarkę internetową i oferuje takie usługi jak poczta elektroniczna, grupy dyskusyjne oraz wyszukiwarkę internetową. 
Tylko kilka osób z północnokoreańskiej elity rządowej posiada dostęp do globalnego internetu (za pośrednictwem tajnego łącza z Chinami). Reszta ludności kraju zmuszona jest do korzystania z Kwangmyong, który jest darmową usługą użytku publicznego.

## Opis
Zaprojektowany wyłącznie do użytku wewnątrz Korei Północnej, Kwangmyong nie jest bezpośrednio podłączony z Internetem, aby zapobiec dostawaniu się do tego kraju stron niezgodnych z ideologią dżucze, co jest formą cenzury i przeciwdziałania dostępowi do niepożądanych treści. Dlatego też pewne tematy i informacje nie pojawią się w Kwangmyong, z uwagi na brak odnośników do sieci zewnętrznej. Siecią Kwangmyong opiekują się osoby związane z władzami. Jednakże spora ilość materiału z Internetu po przetworzeniu trafia do Kwangmyong.

## Dostęp
Kwangmyong jest dostępny w większych północnokoreańskich miastach, powiatach, a także na uniwersytetach i w większych przemysłowych skupiskach oraz organizacjach, bez ograniczeń, 24 godziny na dobę, za pośrednictwem łącz telefonicznych.

## Zawartość
- informacje, m.in. polityczne, ekonomiczne, naukowe, kulturalne oraz obejmujące pozostałe dziedziny wiedzy,
- regionalny serwis informacyjny,
- system poczty elektronicznej,
- uniwersyteckie serwisy zbierające informacje o badaniach naukowych,
- strony agencji rządowych, lokalnych rządów, instytucji kulturalnych, uniwersytetów, a także większych podmiotów przemysłowych i nieprzemysłowych,
- ocenzurowane zagraniczne strony internetowe (w większości naukowe), na życzenie, strony internetowe mogą być pobrane z Internetu i po przejściu procesu cenzurowania zostać opublikowane w Kwangmyong.